# Ashraf Abouelhassan
Ashraf Abouelhassan (arab. ‏أسهرف أبلهسسان‎, ur. 17 maja 1975 w Gizie) – egipski siatkarz grający na pozycji rozgrywającego; reprezentant Egiptu.

## Kariera klubowa
Od początku swojej klubowej kariery jest zawodnikiem egipskiego klubu Zamalek Sporting Club. W latach 2008 i 2009 wygrał z zespołem afrykański Puchar Mistrzów Klubowych. Uczestniczył w Klubowych Mistrzostwach Świata w Dosze.

## Kariera reprezentacyjna
- 2000 – Igrzyska Olimpijskie
- 2002 – Mistrzostwa Świata
- 2006 – Liga Światowa
- 2006 – Mistrzostwa Świata
- 2007 – Liga Światowa
- 2008 – Liga Światowa
- 2008 – Igrzyska Olimpijskie
- 2009 – Mistrzostwa Afryki
- 2010 – Liga Światowa (kapitan)